# Departamento San Salvador (El Salvador)
San Salvador ist eines von 14 Departamentos in El Salvador. Die gleichnamige Landeshauptstadt San Salvador ist zugleich die Hauptstadt des Departamento.
Gegründet wurde das Departamento am 12. Juni 1824. Die Hauptanbauprodukte im Departamento San Salvador sind Bohnen, Kaffee und Zuckerrohr.
In San Salvador befindet sich auch ein 1893 Meter hoher Vulkan gleichen Namens.

## Municipios
Das Departamento San Salvador ist in drei Distrikte (San Salvador, Santo Tomás und Tonacatepeque) und 19 Municipios unterteilt:
- San Salvador
- Santo Tomás
- Tonacatepeque
- Aguilares
- Apopa
- Ayutuxtepeque
- Cuscatancingo
- Delgado
- El Paisnal
- Guazapa
- Ilopango
- Mejicanos
- Nejapa
- Panchimalco
- Rosario de Mora
- San Marcos
- San Martín
- Santiago Texacuangos
- Soyapango